# Wasserstadt Solothurn

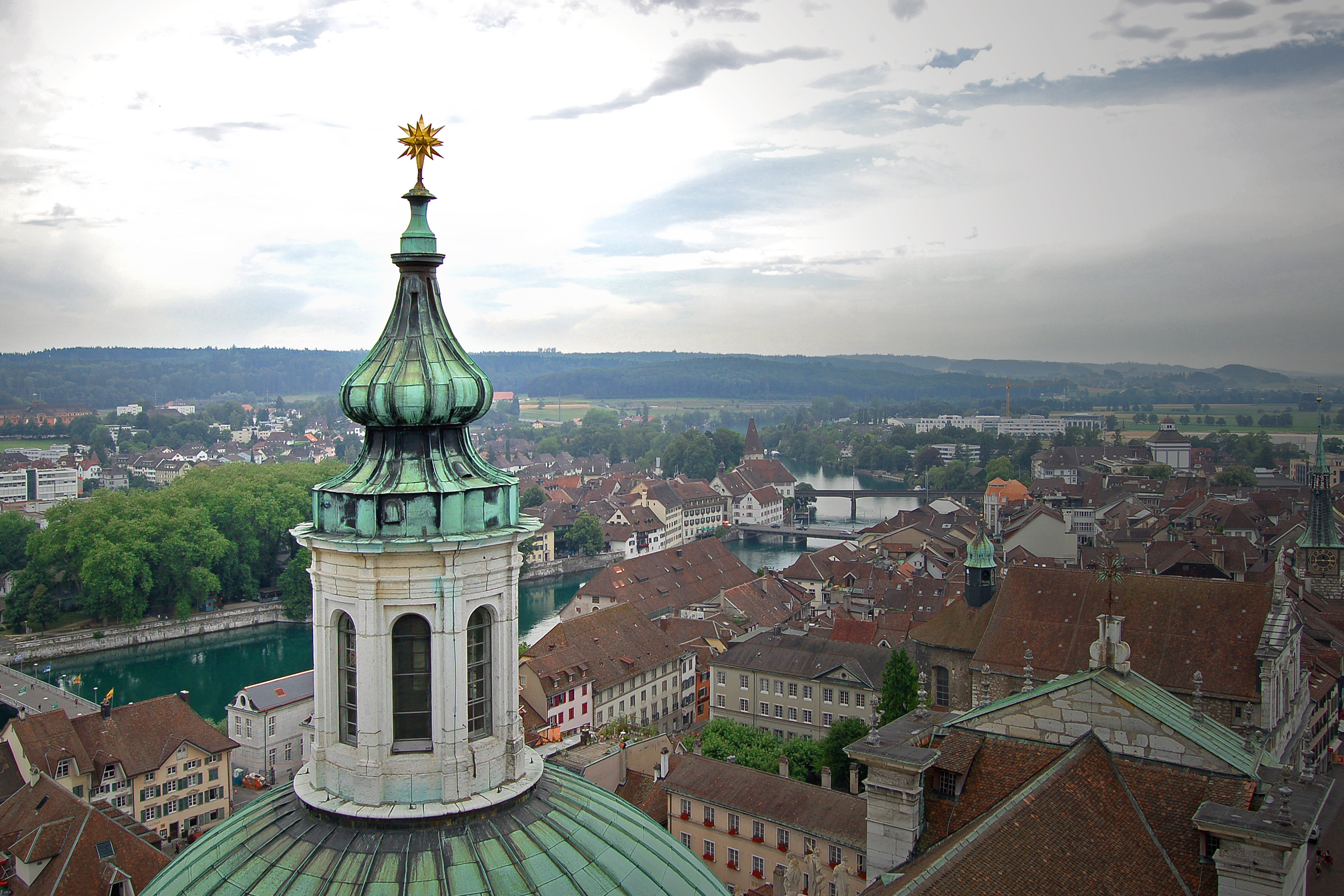
Die Altstadt von Solothurn. Gesehen von der St. Ursenkathedrale. Der Standort des Projektes befindet sich hinten rechts bei der Grünfläche.

Wasserstadt Solothurn ist der Name eines städtebaulichen Grossprojektes in der Schweizer Stadt Solothurn. Auftraggeber sind der Verein sovision espace Solothurn, die Stadt und der Kanton Solothurn.

## Projektübersicht
Beim Projekt Wasserstadt Solothurn handelt es sich hauptsächlich um die Schaffung einer künstlichen Flussschlaufe der Aare westlich der Innenstadt und die Erschliessung von neuem Wohnraum in Form von Ein- und Mehrfamilienhäusern. Neben den hochwertigen Wohnobjekten werden auch öffentliche Gebäude und Plätze sowie grosse Naherholungsgebiete entstehen.

## Lage
Das Projekt soll mehrheitlich auf dem Gebiet der alten Stadt-Abfalldeponie im südwestlichen Teil der Gemeinde Solothurn angrenzend an die Aare verwirklicht werden. Westlich öffnet sich die kantonale Landwirtschafts- und Schutzzone Witi, die sich zwischen Solothurn, Grenchen und Büren an der Aare erstreckt. Im Osten liegt eine Gewerbezone, die seit 2008 durch die Westtangente der A5 erschlossen ist. Im Norden liegen angrenzende Wohnquartiere der Solothurner Weststadt wie beispielsweise das Sonnenpark-Viertel.

## Zahlen
Das gesamte Baugelände des Projektes hat eine Gesamtfläche von 375'000 m², davon liegen 144’000 m² auf dem Gebiet der ehemaligen Mülldeponie, die von 1935 bis 1976 betrieben wurde und seitdem kontaminiertes und sanierungsbedürftiges Freiland ist.
Neben 130 bebaubaren Parzellen für individuelles Wohnen plant man 530 Wohnungen, ein Hotel, eine öffentliche, 1 km lange Promenade, Badestege entlang der Promenade, Bootshäuser, einige Restaurants und Gewerbeflächen und eine naturbelassene Insel (zwischen Flussschlaufe und natürlichem Flusslauf). Die Planer rechnen mit 900 neuen Bewohnern für die Stadt Solothurn.
Die Bauherrschaft veranschlagt Investitionen von bis zu 630 Mio. Franken, davon 470 Mio. für den Bau.

## Projektsituation
Erstmals stellten die Architekten Herzog & de Meuron das Projekt der Wasserstadt im Jahr 2006 vor. 2009 wurde die wasserstadtsolothurn AG gegründet mit regionalen und nationalen Aktionären, die sich die Verwirklichung zum Ziel gesetzt haben. 2011 erschienen die zwei Studien zur Wertschöpfung und Marktabsorption des neuen Wohnquartiers, die beide positiv ausfielen und damit den Weg der Projektrealisierung weiter ebneten. Am 29. Februar 2012 wurde im Landhaus Solothurn von den Architekten die neue, überarbeitete Version des Projektes vorgestellt, die zusammen mit den Interessenten entwickelt wurde. Noch im Dezember 2011 begannen Sondierungen und Untersuchungen des Bodens.

## Kritik
Kritisch wird das Vorhaben von verschiedenen Gruppen und Personen beurteilt. Der Regierungsrat vom Kanton Solothurn hat sich in seiner Antwort auf eine Interpellation kritisch gegenüber dem Projekt geäussert und die Realisierbarkeit in Frage gestellt.
Hydrologisch und landschaftsmorphologisch wurde Kritik von verschiedenen Personen laut.
Architekten kritisieren die geringe Ausnutzung und die durch das Projekt bedingte Ausdehnung der Stadt in die Breite und damit verbundene Verdrängung von Natur- und Landwirtschaftsraum.
Weiter wird das Projekt als „Reichen-Ghetto“ bezeichnet und dadurch in seiner sozialen Nachhaltigkeit in Frage gestellt.